# Тит Менений Ланат (консул 452 года до н. э.)
Тит Менений Ланат (лат. Titus Menenius Lanatus; V век до н. э.) — римский политический деятель, консул 452 года до н. э.
В источниках нет единого мнения о преномене Менения: Капитолийские фасты и Диодор Сицилийский называют консула Титом, Тит Ливий — Гаем, Дионисий Галикарнасский — Луцием.
Менений стал консулом вместе с Публием Сестием Капитолином. Во время исполнения им консульских полномочий вернулось посольство из Греции, изучавшее законодательство Афин и других полисов. После этого начались волнения, связанные с требованиями народных трибунов приступать к кодификации права и с претензиями плебеев на включение их представителей в состав децемвирской коллегии. В конце концов плебеи уступили.
О судьбе Менения после консульства ничего не известно.